# Silezia
Silezia (în poloneză Śląsk, în cehă Slezsko, în latină Silesia, în germană Schlesien) este o regiune istorică, astăzi divizată între Polonia (cea mai mare parte, inclusiv Silezia Inferioară, Silezia Opoleană sau Mijlocie și Silezia Superioară), Cehia (Silezia Sudetină) și Germania (Silezia Luzaciană).

## Istorie

Silezia în componenţa Imperiului German, 1913

În antichitate pe aceste meleaguri au trăit triburile germanice ale Silingilor.
În secolele al V-lea și al VI-lea pătrund slavii.

În 1013 teritoriul Sileziei actuale, populat de triburile vest-slave ale slenzanilor, opolenilor ș.a., a fost încorporat în Polonia. În 1146 Silezia devine un principat în cadrul Sfântului Imperiu Roman de Națiune Germană, dar păstrînd în frunte un principe din dinastia poloneză a Piaștilor. Din această perioadă începe și procesul de colonizare germană a ținutului, precum și de germanizare a populației slave autohtone. În 1348 coroana princiară a Sileziei trece la familia imperială germană von Luxemburg, iar în 1525 la familia de Habsburg.

Silezia

În 1740 cea mai mare parte a Sileziei trece în posesiunea casei de Hohenzollern a Prusiei, cu excepția părții de sud-est, numită ulterior Silezia Sudetină, care rămîne domeniu al Habsburgilor. După destrămarea Confederației Germane (1867) Silezia prusiană devine parte a nou-createi Uniuni Nord-Germane (din 1871), iar Silezia Sudetină s-a regăsit în nou-constituita Austro-Ungarie.
În cadrul Germaniei Silezia a fost divizată în doua provincii - Silezia Inferioară, cu capitala la Breslau (azi Wroclaw), și Silezia Superioară, cu capitala la Oppeln (azi Opole). La recensămîntul general al populației din 1905 în cele două Silezii germane trăiau 4,94 milioane de locuitori, dintre care 3,84 mil. germani, 0,99 mil. polonezi, 0,06 mil. cehi și 0,05 mil. evrei. Recensămîntul austriac din 1910 a atestat în Silezia Sudetină 760 mii de locuitori, dintre care 330 mii germani, 240 mii polonezi, 180 mii cehi și 10 mii de evrei.
După primul război mondial Silezia Sudetină a fost încorporată în nou-creata Cehoslovacie (cu excepția districtelor răsăritene, atribuite Poloniei). Totodată jumătatea de est a Sileziei Superioare cu orașul Kattowitz (azi Katowice), cu o populație preponderent poloneză, a trecut la Polonia (fără districtul Hlučín, atribuit Cehoslovaciei).
În 1945 întreaga Silezie Superioară și cea mai mare parte a Sileziei Inferioare (fără districtele Görlitz, Niesky, Weisswasser și Hoyerswerda, astăzi în landul german Saxonia) a trecut la Polonia. Populația germană a fost expatriată și alungată spre Germania (același lucru s-a întîmplat în Silezia Sudetină). Cca 1 mil. de etnici germani au rămas, totuși, în Silezia (în germană Schlesien), ei fiind calificați ca "polonezi germanizați" și fiind supuși politicii de „repolonizare”.
În 1990, după căderea regimului comunist în Polonia, aproximativ 400 de mii de silezieni și-au revendicat originea germană, statul polonez fiind nevoit să recunoască prezența minorității germane, a cărei existență fusese negată până atunci.

## Orașe importante

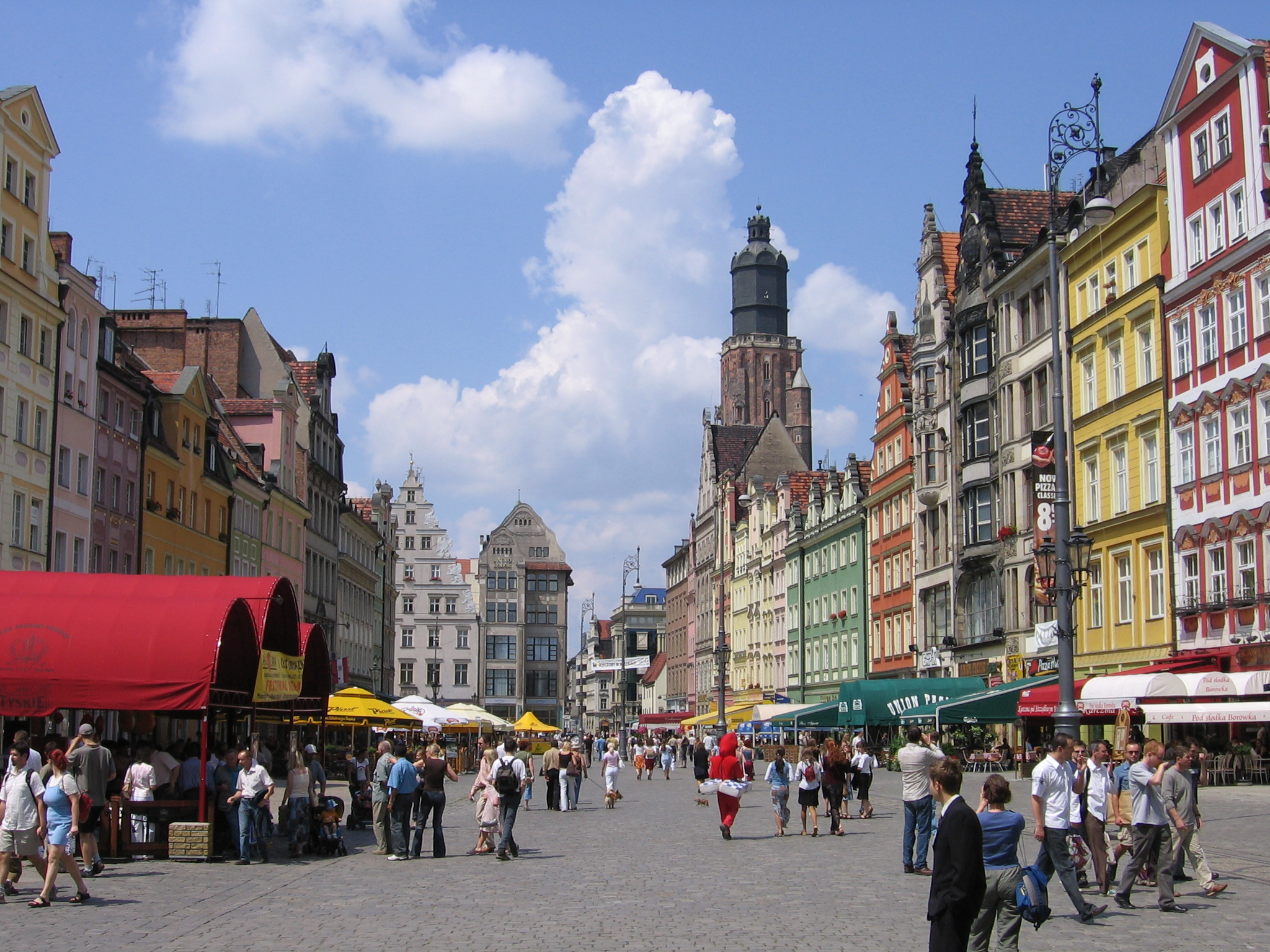
Wrocław

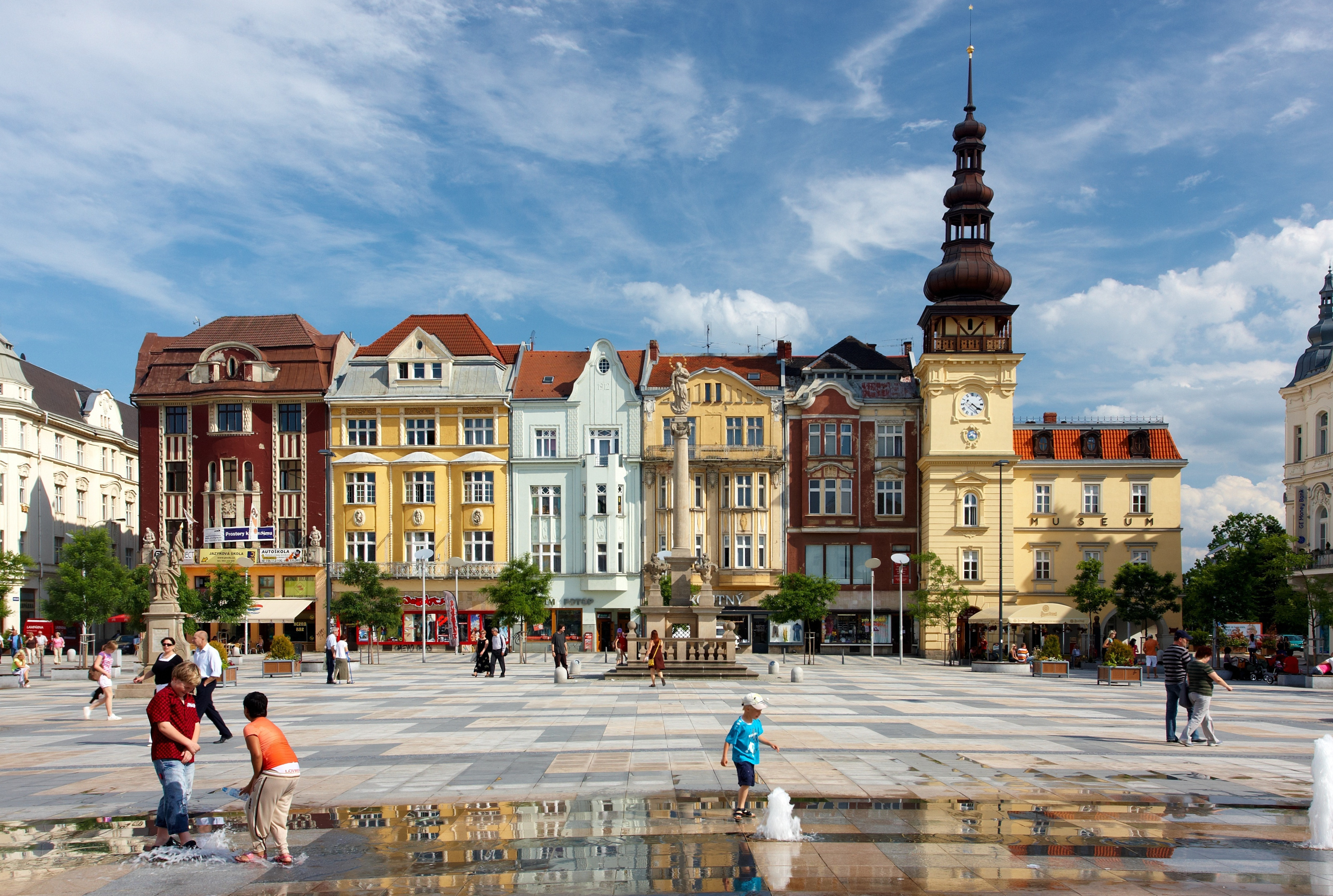
Ostrava

|     | Oraș          | Populație (2014) | Țară, regiune administrativă            | Regiune istorică                 |
| --- | ------------- | ---------------- | --------------------------------------- | -------------------------------- |
| 1.  | Wrocław       | 633.105          | Polonia, Voievodatul Silezia Inferioară | Silezia Inferioară               |
| 2.  | Ostrava       | 304.357          | Cehia, Regiunea Moravia-Silezia         | Silezia Cehă/ Moravia            |
| 3.  | Katowice      | 303.314          | Polonia, Voievodatul Silezia            | Silezia Superioară               |
| 4.  | Gliwice       | 184.993          | Polonia, Voievodatul Silezia            | Silezia Superioară               |
| 5.  | Zabrze        | 177.815          | Polonia, Voievodatul Silezia            | Silezia Superioară               |
| 6.  | Bielsko-Biała | 173.462          | Polonia, Voievodatul Silezia            | Silezia Superioară/ Polonia Mică |
| 7.  | Bytom         | 172.762          | Polonia, Voievodatul Silezia            | Silezia Superioară               |
| 8.  | Ruda Śląska   | 141.090          | Polonia, Voievodatul Silezia            | Silezia Superioară               |
| 9.  | Rybnik        | 140.094          | Polonia, Voievodatul Silezia            | Silezia Superioară               |
| 10. | Tychy         | 128.698          | Polonia, Voievodatul Silezia            | Silezia Superioară               |
| 11. | Opole         | 120.031          | Polonia, Voievodatul Opole              | Silezia Superioară               |
| 12. | Zielona Góra  | 118.706          | Polonia, Voievodatul Lubusz             | Silezia Inferioară               |
| 13. | Wałbrzych     | 117.264          | Polonia, Voievodatul Silezia Inferioară | Silezia Inferioară               |
| 14. | Chorzów       | 110.538          | Polonia, Voievodatul Silezia            | Silezia Superioară               |
| 15. | Legnica       | 101.768          | Polonia, Voievodatul Silezia Inferioară | Silezia Inferioară               |